# Fédération des associations franco-allemandes pour l'Europe
La FAFA pour l'Europe, in extenso la Fédération des acteurs franco-allemands pour l'Europe (FAFA), est une association française fédérant les associations franco-allemandes françaises.
La FAFA pour l'Europe n'a aucun lien avec des partis ou des groupements confessionnels quelconques. Son pendant allemand est la Vereinigung Deutsch-Französischer Gesellschaften für Europa e.V (VDFG) avec laquelle elle forme un tout depuis 1957.

## Les membres de la Fédération
La FAFA pour l'Europe regroupe actuellement plus de 240 associations franco-allemandes : des comités de jumelages et fédérations de comités de jumelage, des associations culturelles et centres culturels, des associations mémorielles, des associations professionnelles, etc. qui se sont donné pour but de favoriser et approfondir les contacts entre citoyens français et allemands, entre organisations des sociétés civiles française et allemande. On estime à près de 20 000 personnes le nombre des citoyens français qui sont engagés au sein de la fédération dans le développement franco-allemand.

## La contribution de la FAFA pour l'Europe
Dans le cadre de ses objectifs généraux de rapprochement des deux sociétés civiles, la FAFA pour l'Europe et ses associations adhérentes organisent des rencontres de citoyens, de jeunes, de professionnels ainsi que des actions qui touchent à tous les aspects de la vie franco-allemande (culture et pratiques culturelles communes, formation et défense de la langue du voisin, économie, social, mémoire partagée, etc.). Les deux Fédérations française et allemande organisent un congrès annuel qui réunit les responsables d'organisations franco-allemandes de part et d'autre du Rhin.
La ligne conductrice de ces rencontres et actions est la volonté de contribuer à la construction de l'Europe en agissant à la base, en créant des contacts humains directs et en engageant des actions partagées qui contribuent grandement à effacer les frontières mentales et culturelles entre nos deux nations. En ce sens, la FAFA pour l'Europe agit également au plan de sa communication vers la société civile (via son site) pour élargir le regard du grand public sur son voisin allemand et pour dé-construire les nombreux clichés ou mauvaises interprétations qui freinent encore le rapprochement des deux sociétés et la bonne communication entre les citoyens.

## La FAFA pour l'Europe et son organisation
Organisée en Unions Régionales et administrée par des bénévoles, la FAFA pour l'Europe est d'abord au service de ses membres. D'un côté, elle fait lien entre ses adhérents et leur permet de progresser en apprenant les uns des autres, en mutualisant leurs moyens et échangeant leurs compétences diverses ; à ce titre la FAFA pour l'Europe développe aussi des outils utiles et efficaces pour faciliter et améliorer leurs actions. De l'autre, elle représente ses membres locaux auprès des institutions nationales françaises et allemandes (consulaires en particulier) afin de leur faire bénéficier des aides et subventions qui leur permettront de mieux agir. C'est à ce titre que la FAFA pour l'Europe joue le rôle de « Centrale de l'Office franco-allemand pour la jeunesse » (OFAJ) et dispose d'un budget annuel alloué par l'OFAJ pour soutenir les échanges de jeunes organisés par ses adhérents.
Vers l'extérieur la FAFA pour l'Europe développe tous les moyens à sa disposition pour communiquer en direction de la société civile et des institutions pour amplifier la notoriété des actions de ses membres et, plus généralement, promouvoir et défendre la culture et la langue du voisin.